# 古知野町
古知野町（こちのちょう）は、愛知県丹羽郡にかつてあった町。
現在の江南市の中心地にあたる。市の約40％の面積を占め、人口は50％を超える地域。

## 歴史
- 江戸時代は尾張藩領(成瀬家領：のちの犬山藩領を含む)であった。
- 1889年（明治22年）10月1日 - 町村制により、現在の江南市古知野町の区域により丹羽郡古知野村が発足。
- 1896年（明治29年）11月2日 - 古知野村が町制施行し古知野町となる。
- 1906年（明治39年）5月1日 - 明治29年に町制を施行した古知野町に、丹羽郡両高屋村、旭村、和勝村、東野村及び栄村の一部（旧･赤童子村）、秋津村の一部（旧･尾崎村、石枕村、北野村、山王村）が編入され、改めて古知野町となる。町役場は元々の古知野町(この合併後、町名の整理（「大字」廃止）までは「古知野町大字古知野→江南市大字古知野」)に置かれ、町役場の建物は江南市制後しばらくは江南市役所として使用された。(現在は取り壊され、跡地は近隣商店街の駐車場)。またこのとき古知野町に編入されなかった部分(栄村の木賀と中奈良、秋津村の安良・寄木・東大海道・力長・今市場)の各地区は布袋町に編入後、昭和29年の合併市制に伴い江南市に編入された。
- 1912年（大正元年）8月6日 - 名鉄犬山線 開業。大字古知野（現・古知野町）に古知野駅（現・江南駅）設置。大字宮後（現・宮後町）に宮後駅も開設。なお宮後駅は第二次大戦中に廃止されている。旧・宮後駅付近に江南自動車学校が所在する。
- 1926年（大正15年)- 大字東野（現・東野町）に滝実業学校開校（商業部・農業部）。現在の滝学園の前身である。
- 1936年（昭和11年）11月 - 大字両高屋（のち野白町）に愛知厚生連昭和病院（現・江南厚生病院の前身の一つ)開院。
- 1949年（昭和24年）- 大字古知野（現・古知野町）に愛知県立古知野高等学校開校。
- 1954年（昭和29年）6月1日 - 丹羽郡古知野町が同郡布袋町と葉栗郡宮田町、草井村と合併した。当初は古知野市 となる構想も有ったが布袋町からの反対意見により江南市となった。江南市役所は元・古知野町役場から現在地（大字赤童子→現・赤童子町）に新築された。現在の江南市古知野町はおおよそ明治22年の古知野村の区域であり、江南市の主要市街地である。

## 交通
| 愛知県の人口上位自治体（1921年末） | 愛知県の人口上位自治体（1921年末） | 愛知県の人口上位自治体（1921年末） | 愛知県の人口上位自治体（1921年末） | 愛知県の人口上位自治体（1921年末） | 愛知県の人口上位自治体（1921年末） |
| #                                  | 自治体                             | 人口                               | #                                  | 自治体                             | 人口                               |
| ---------------------------------- | ---------------------------------- | ---------------------------------- | ---------------------------------- | ---------------------------------- | ---------------------------------- |
| 1                                  | 名古屋市                           | 633,274                            | 11                                 | 渥美郡高師村                       | 14,405                             |
| 2                                  | 豊橋市                             | 65,033                             | 12                                 | 丹羽郡古知野町                     | 13,965                             |
| 3                                  | 岡崎市                             | 41,684                             | 13                                 | 渥美郡田原町                       | 13,831                             |
| 4                                  | 一宮市                             | 30,558                             | 14                                 | 海部郡津島町                       | 13,772                             |
| 5                                  | 東春日井郡瀬戸町                   | 23,092                             | 15                                 | 中島郡祖父江町                     | 13,300                             |
| 6                                  | 碧海郡安城町                       | 19,607                             | 16                                 | 西加茂郡挙母町                     | 12,317                             |
| 7                                  | 知多郡半田町                       | 17,141                             | 17                                 | 渥美郡福江町                       | 12,256                             |
| 8                                  | 幡豆郡西尾町                       | 15,511                             | 18                                 | 宝飯郡蒲郡町                       | 12,120                             |
| 9                                  | 知多郡亀崎町                       | 15,170                             | 19                                 | 東春日井郡小牧町                   | 12,101                             |
| 10                                 | 幡豆郡一色町                       | 15,114                             | 20                                 | 碧海郡矢作町                       | 11,345                             |

- 名古屋鉄道犬山線
  - 古知野駅(現・江南駅)
  - 宮後駅（古知野東小学校及び江南自動車学校の近隣。第二次大戦中に廃止された。）

## 学校
古知野町立
- 古知野中学校
- 古知野東小学校
- 古知野南小学校
- 古知野西小学校
- 古知野北小学校

上記5校は古知野町立から江南市立となった以外には校名の変更無く、江南市に継承されている。なお、その後生徒数の増加により古知野南小学校から江南市立門弟山小学校（江南市村久野町門弟山：旧草井村と旧古知野町との境界付近）が、古知野中学校から江南市立西部中学校（江南市上奈良町：旧古知野町大字上奈良）が、それぞれ分割新設された。また、古知野北小学校校区は学校規模の調整・適正化のため古知野中学区域から草井中学校改め江南市立北部中学校の区域に移管された。昭和戦前に有った古知野町立女学校（現在の古知野中学の場所）は、県立尾北高校の前身の一つである。
愛知県立
- 古知野高等学校

私立
- 滝実業学校（現・滝学園(滝中学校・高等学校）)

江南市高屋町（旧・大字両高屋）に所在する愛知江南短期大学は1970年（昭和45年）、江南市北野町（旧・大字古知野字北野）に所在する愛知県立江南高等学校は1980年（昭和55年）の新設開校である。